# Bellegarde, Loiret
Bellegarde är en kommun i departementet Loiret i regionen Centre-Val de Loire strax norr Frankrikes mitt. Kommunen ligger i kantonen Bellegarde som tillhör arrondissementet Montargis. År 2022 hade Bellegarde 1 416 invånare.

## Befolkningsutveckling
Antalet invånare i kommunen Bellegarde
| Referens: INSEE |